# Rosendaël
Pour les articles homonymes, voir Rosendael (homonymie).
Rosendaël (prononcé [ʁozɑ̃dal] ; en néerlandais : Rozendaal ; en flamand français : Roozendaele ; en flamand occidental : Rozendoale) est une ancienne commune du département du Nord, dans l'agglomération de Dunkerque.
Elle a été créée en 1860 par détachement des communes de Coudekerque-Branche et Téteghem. Le 1er janvier 1972, elle est fusionnée avec Dunkerque, dont elle constitue aujourd'hui l'un des quartiers.

## Géographie

### Localisation
Rosendaël est un quartier à caractère résidentiel et maraîcher, situé à l'est de Dunkerque, séparé de Malo-les-Bains par la RD 79 (Boulevard de la République).

### Quartiers
- Tente Verte
- Coquelle/Zamenhof
- Chanzy/Diderot
- Excentric/Pêcheurs
- Tribut/Corderies

## Histoire
Aux époques préhistoriques et historiques (époque carolingienne), l'actuel territoire de la commune a été plusieurs fois submergé par la montée des océans.
Rosendaël était à l'origine un hameau très proche de Dunkerque, mais sous la juridiction des échevins de Bergues.
François-Joseph Grille rapporte après son voyage d'étude du département du Nord que cette petite « colonie » déjà couverte d'habitations, fut deux fois menacée de ruine :
À la conclusion de la bataille des Dunes, en 1656 ; Seules deux maisons restaient debout dans le Rosendaël. 
Puis après signature de la paix, alors que le duc d'Yorck y installe son quartier-général ; les soldats y élevèrent leurs retranchements dans les jardins et « Chaque maison devint une forteresse prise, reprise, et enfin brûlée. Quand l'ennemi arriva, il y avait cent trente-sept habitations; après son départ, pas une n'était sur pied ».
En juin 1719, sont données à Paris des lettres de reconnaissance de noblesse pour François Lauwereyns, seigneur de Rosendalle, gradué es lois, conseiller pensionnaire (conseiller juridique) de la ville et châtellenie de Bergues-Saint-Winoc et pour son frère Jean Winocq Lauwereyns, seigneur de Berghendael, gradué es lois, premier échevin de la ville de Bergues. Ils descendent en ligne directe de la famille Lauwereyns dit Diepende, de la ville de Bruges, réputée noble de temps immémorial; leurs ancêtres ont contracté de nobles alliances avec différentes familles, dont les quartiers et armoiries se trouvent encore à Bruges en lames de cuivre sur les tombeaux avant les années 1414. Pierre Lauwereyns, écuyer, seigneur de Rosendael, Souarthof, mort en 1547, frère cadet de Nicolas Lauwereyns, mort en 1566, bisaïeul paternel des exposants, a été qualifié publiquement des titres d'écuyer et de noble par devant les baillis et hommes de fief de la cour féodale du Perron de Bergues par relief du 20 août 1627 et par deux extraits du freffe du magistrat dudit lieu de l'année 1703, etc. etc..
En août 1793, lors du siège de Dunkerque qui prend fin avec la bataille de Hondschoote, les Anglais du duc d'York occupent la ville de Rosendaël.

### AuXIXesiècle
Le Rosendaël (dont le nom signifie « vallée des roses » selon François Joseph Grille ou plutôt roseaux) est l'un des faubourgs de Dunkerque qui semble s'être constitué à la fin du XVIIe siècle). Cet auteur précise en 1825 que « les plus belles fleurs y croissent en effet par les soins de ses habitants : elles y croissent en été ; car en hiver la neige y tombe quelquefois avec une telle abondance, qu'on a de la peine à ouvrir sa porte et à sortir de sa maison ».
En 1800, cent dix-neuf maisons habitées par 714 habitants y sont déjà réimplantées. Elles sont presque 200 en 1825, habitées par plus de 1000 personnes.
En 1815, par mesure de sûreté, on était encore sur le point d'abattre une bonne partie du Rosendaël ; mais le général Leval, gouverneur de Dunkerque, épargna ce désastre.
F.J. Grille a pu donner en 1825 la description suivante de la localité :
- Vie du hameau : « Ces maisons ne sont point agglomérées ; elles sont éparses et placées au centre de chaque exploitation : on voit le toit et la fumée au milieu des arbres, et dans les beaux jours de l'automne rien n'est plus gai et plus pittoresque. C'est le port et la jetée de Dunkerque que les dames et les élégants prennent pour but de leur promenade -, mais c'est au Rosenlhal que le peuple se porte aux jours de fête. On y voit ces bonnes Flamandes bien grasses, bien rondes, bien potelées, qui s'en vont au Jardin Royal boire de la bière avec leurs maris, leurs enfants et leurs domestiques. On se mêle, on danse, on fume, on rit, et, si les soldats de la garnison veulent y faire du tapage, des hommes fermes et de sang froid s'interposent entre les querelleurs, et mettent le holà sans avoir recours aux gendarmes. C'est la police des jardiniers, qui, dans le pays, passe en proverbe »[4].
- Le paysage : « Le territoire est divisé en longs carrés bordés de saules coupés par la tête (saules têtards), et qui ne croissent pas au-delà de huit à dix pieds. Les branches dont ces saules se couronnent, servent à faire des fagots que l'on vend à un prix élevé. 
Les intervalles d'un arbre à un autre sont fermés par des roseaux secs. Outre ces séparations particulières de chaque carré, il y a, le long des chemins, des haies de clôture, qui sont en général d'épines blanches ». À cette époque on voit encore de l'aigle royal à Dunkerque (l'un d'entre eux est encore présenté au public, empaillé au musée d'Histoire naturelle de Lille) et des albatros survolent encore parfois le littoral.

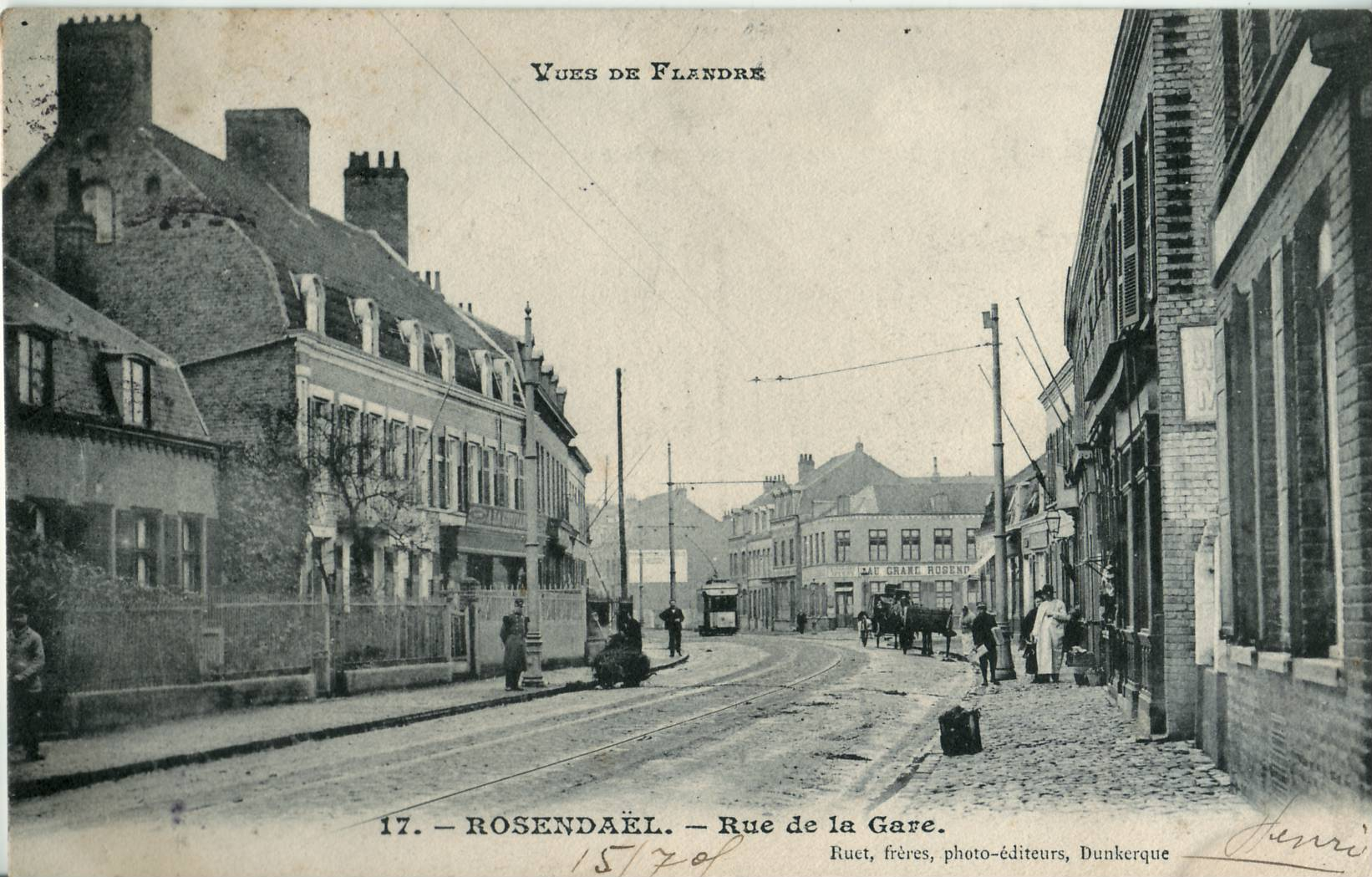
La rue de la Gare, vers 1909. Le tramway de Dunkerque y circulait jusqu'en 1935

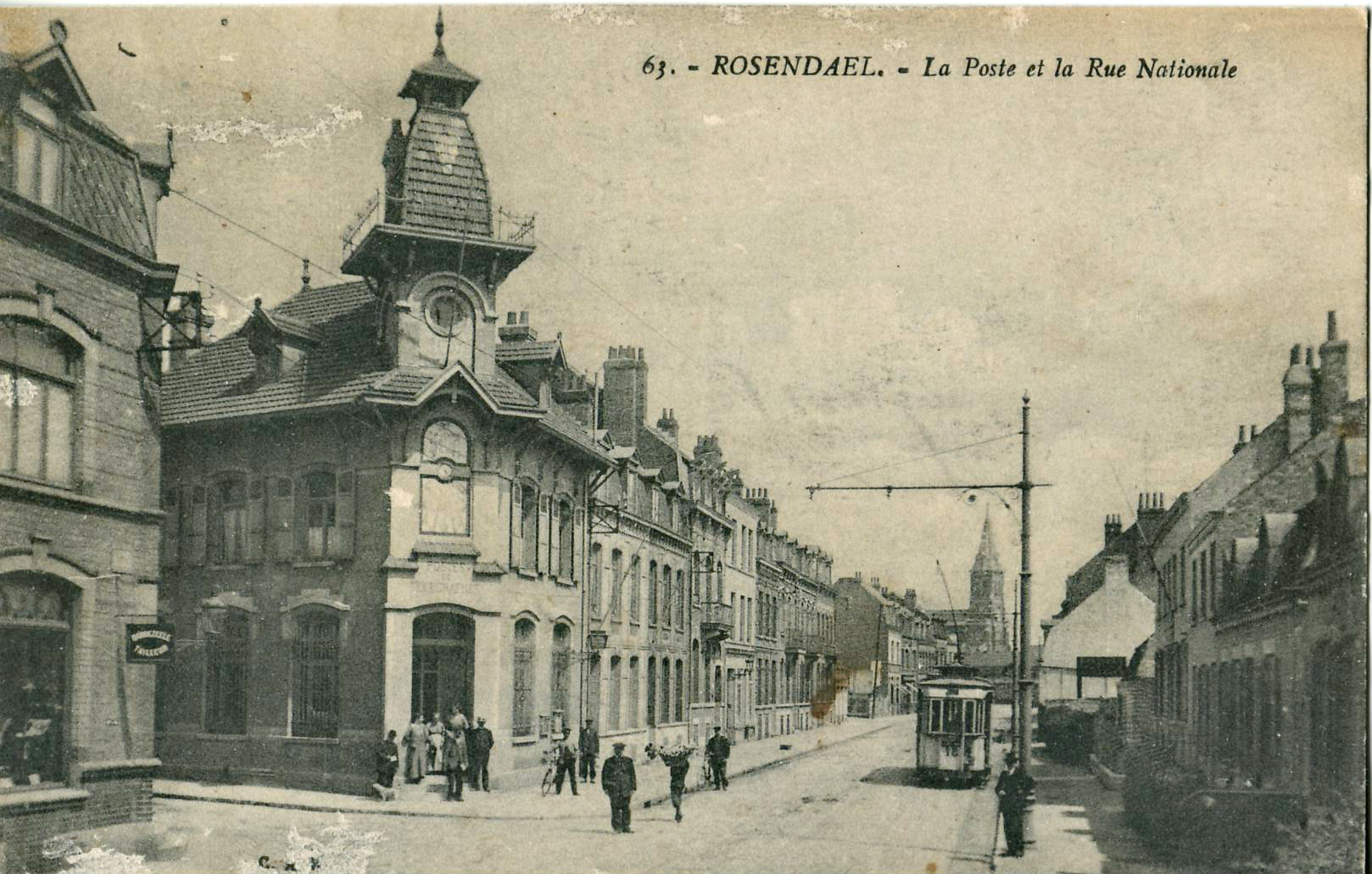
Toujours le tramway, mais rue Nationale, devant la Poste

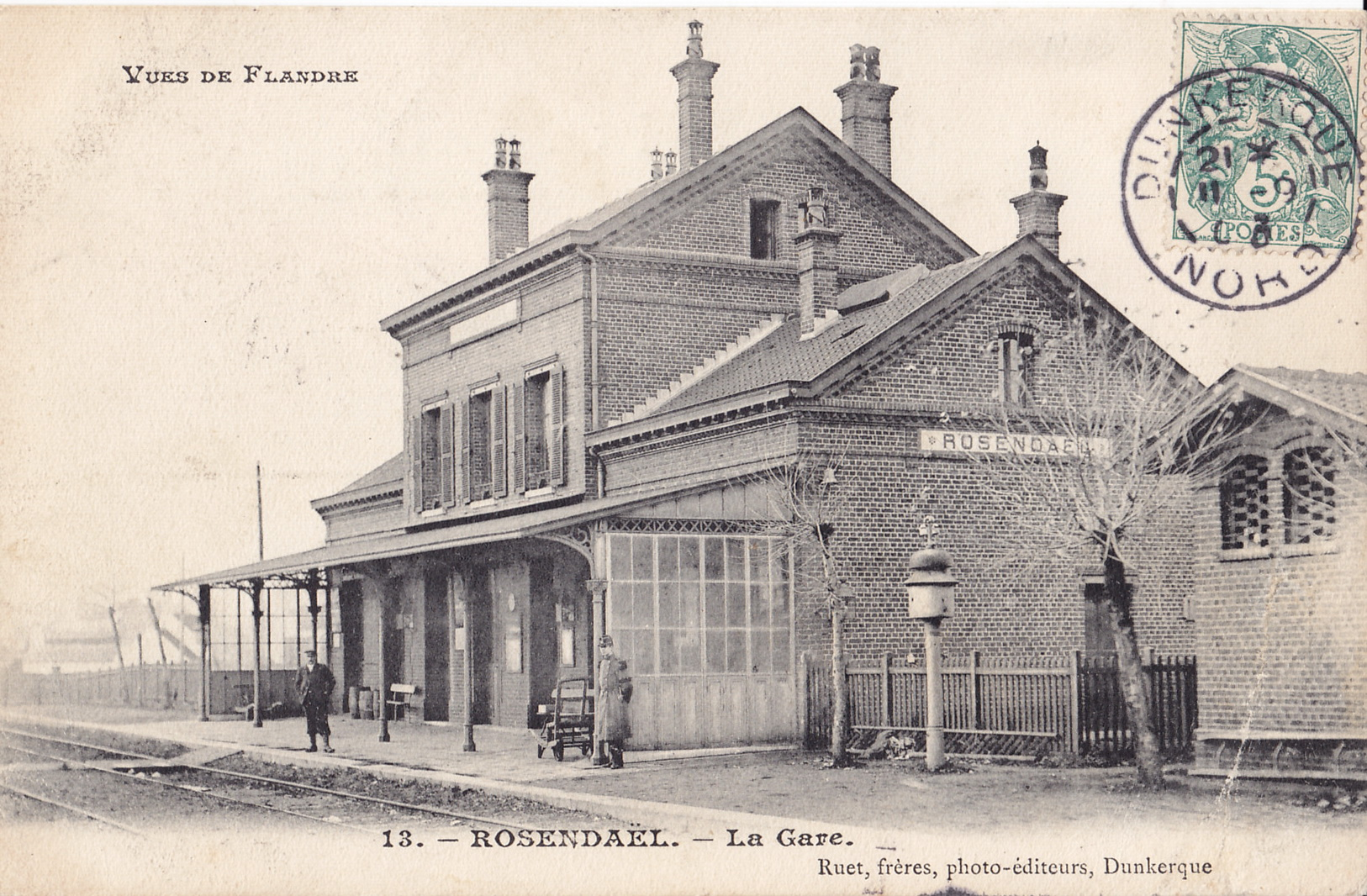
La gare, vers 1910

- Les cultures :  « Cette vallée, il y' a deux cents ans, était tout à fait inculte : c'était un terrain sablonneux aussi blanc que cette neige qui le recouvrait en décembre. Des pécheurs y avaient leurs huttes : ils firent du jardinage autour, pour tâcher d'y recueillir les légumes nécessaires à leur famille. Les engrais et la culture, d'aride qu'était le sol, le rendirent productif" (au moyen d'engrais produits à base d'algues récoltées sur les laisses de mer précise l'auteur : Les tempêtes et les ouragans arrachent les herbes des mers; les grosses marées jettent ces algues sur le rivage : les cultivateurs les recueillirent et en couvrirent leurs terres fraîchement labourées. Ces efforts et ces soins eurent leur récompense, et les fruits les plus savoureux naquirent sur ces dunes qui avaient paru jusque-là déshéritées) ».

"La vallée produit des pommes de terre délicates, des choux-fleurs précoces et des légumes de toutes sortes qu'on porte aux marchés de Dunkerque, de Bergues, de Lille même et de la Belgique. On voit là, comme à Sceaux et à Montmorenci, des lignes de groseilliers et de cerisiers qui coupent les jardins. Toutes les espèces d'arbres à fruits y réussissent à merveille (La pomme de reinette est renommée à Rosendaël). Les arbres forestiers et d'agrément n'y viennent pas avec moins de vigueur. Avant la guerre, il y avait, dans les maisons de plaisance et les enclos que les négocians de Dunkerque ont au Rosenthal, des ormes, des frênes et des chênes (M. Michaux a trouvé, dans son voyage en Amérique, trente espèces de chênes qui nous étaient inconnus, et qui, transportés dans nos climats, y réussiraient à merveille) de sept à huit pieds de circonférence. La hache du sapeur a laissé peu de ces beaux arbres ; mais on a fait des remplacemens avec du blanc d'Hollande qui est d'une belle venue et d'un joli aspect."
« On ne cultivait qu'à la bêche, dans le Rosenthal, comme dans les îles de la Loire. Mais depuis que du côté de Mardyck et de Zuydcoote, au couchant de Dunkerque, on a imité le Levant, il s'est ouvert de plus grandes exploitations des dunes où l'on a employé la charrue.
Il semble que les terres étaient communautaires, puisque F.J. Grille ajoute "Pour augmenter ces exploitations, il faudrait que le gouvernement, propriétaire des terrains vagues, les concédât par portions à des particuliers, à charge de les semer et planter en un tems déterminé". Cet auteur précise : "Il ne faudrait pas permettre d'arracher épines sauvages qui naissent sur les sommets les plus arides des dunes, les pauvres les arrachent pour la fabrication de vergettes, à laquelle la racine est propre. Quant aux épines, elles servent de combustible.et garantissent ce sol mouvant contre les vents impétueux, de même que "les hoyas (roseaux des sables)" (…) "Avant ces travaux, les sables s'amoncelaient et gagnaient tous les jours. Déjà de la tour de Zuydcoote on n'apercevait plus que la flèche ».
La commune de Rosendaël gagne son autonomie en 1860 par détachement de Coudekerque-Branche et Téteghem
En 1891, elle est amputée de son quartier balnéaire qui donnera naissance à Malo-les-Bains.
À la fin du XIXe - début XXe siècle, une voie de chemin de fer assure la liaison entre Dunkerque et Bray-Dunes, vers la frontière belge et La Panne puis Furnes. Elle passe par les gares de Rosendaël, Leffrinckoucke, Sanatorium-maritime-de-Zuydcoote (halte), Zuydcoote.

### AuXXesiècle
Pendant la première guerre mondiale, Rosendaël est en 1918, une des communes dépendant du commandement d'étapes installé à Petite-Synthe puis à Coudekerque-Branche. Un commandement d'étapes est un élément de l'armée organisant le stationnement de troupes, comprenant souvent des chevaux, pendant un temps plus ou moins long, sur les communes dépendant du commandement, en arrière du front. Rosendaël a donc accueilli des troupes à ce titre. En 1917-1918, la commune dépendait également du commandement d'étapes de Téteghem. Ce fut également le cas pour le commandement d'étapes de Hondschoote en 1915-1916.
Le 22 décembre 1917, plusieurs projectiles allemands sont tombés sur Téteghem, Rosendaël, Malo-les-Bains. À Rosendaël, une torpille est tombée impasse Dubois, endommageant deux maisons (Bertrand et Blomme), et creusant un entonnoir de 6 m. Une autre tombée rue de Leffrinckoucke près de la brasserie Pommel a fait un blessé léger (femme Deboudt) en endommageant une maison.
Le 26 janvier 1918, bombardement sur l'agglomération dunkerquoise, d'abord terrestre vers 23h30, puis aérien vers 0h25. Le bombardement terrestre a concerné Saint-Pol (un obus de 380 tombé 72 rue de la République, dégâts matériels), et Rosendaël (un obus de 380 tombé sur l'abattoir, dégâts matériels). Le bombardement aérien a vu une bombe larguée sur Malo-les-Bains, (rue de Roubaix, plusieurs automobiles   militaires endommagées) et deux torpilles lancées sur Fort-Mardyck, (elles n'ont pas explosé, pas de victimes).
Au sortir de cette guerre la population de Rosendaël qui a souffert des bombardements allemands effectués sur Dunkerque pendant la guerre (voir Histoire de Dunkerque), se retrouve dans une situation critique, manquant de tout : début janvier 1920, un train de charbon est pillé par les habitants.

À la suite de la délibération du Conseil municipal du 14 octobre 1971, elle fusionne avec la ville de Dunkerque le 1er janvier 1972,.

### Héraldiqueetvexillologie
| armes de Rosendaël | Les armes se blasonnent après 1922 : D'azur à la rose d'argent. - Croix de guerre 1939-1945 avec étoile d'argent - 1940. - Citation : « PAX IN LABORE » accompagne l'attribution de la Croix de guerre 1939-1945. |

| Drapeau de Rosendaël | fascé de 6 pièces, 3 de gueules et 3 de sinople. |

| Logo pour les 150 ans de Rosendaël en 2010. | Logo adopté pour les fêtes des 150 ans de Rosendaël en 2010. |

### Liste des maires

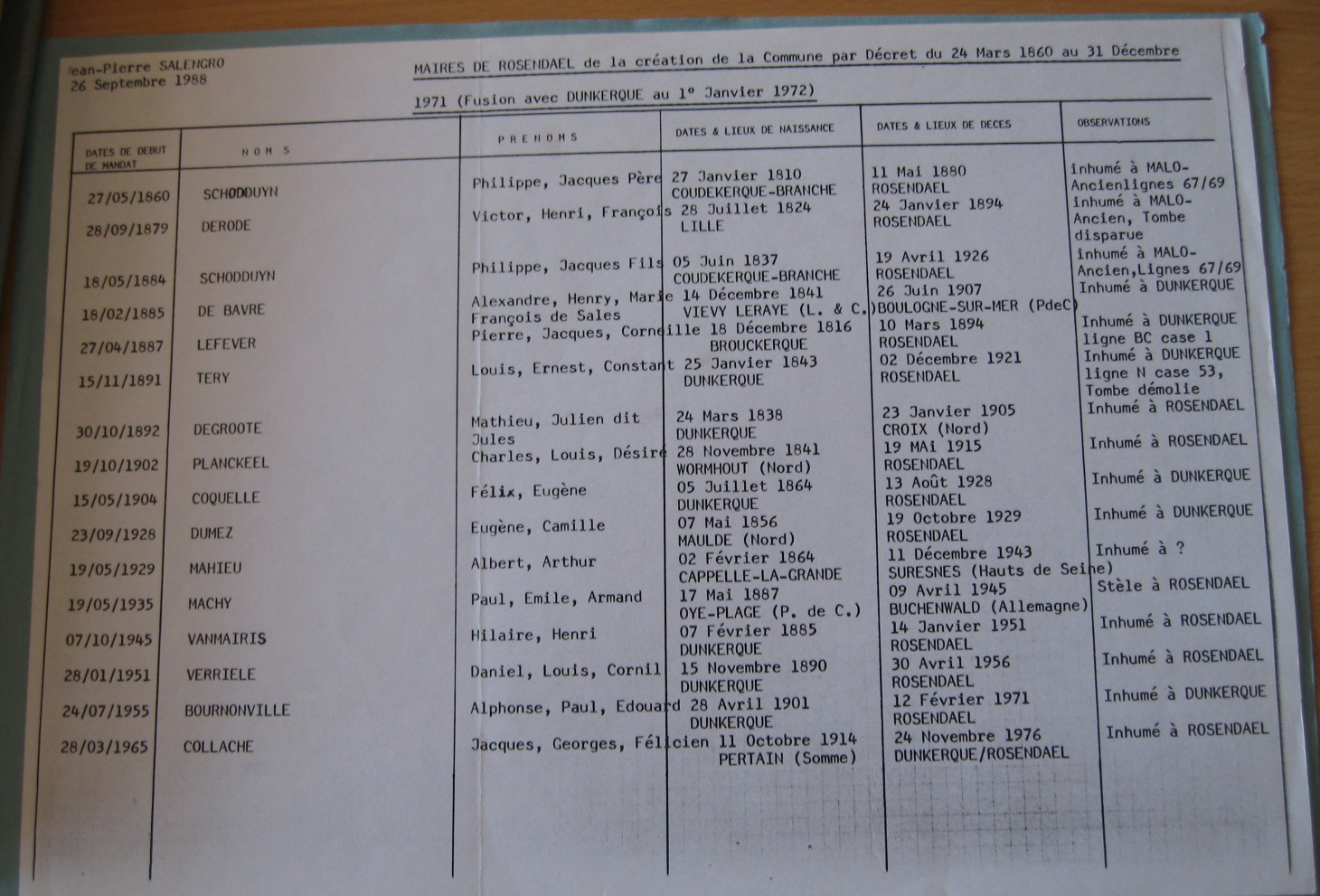
Liste des maires photographiée aux Archives de Dunkerque - 9 bis quai de la Citadelle - le 16 juin 2008.

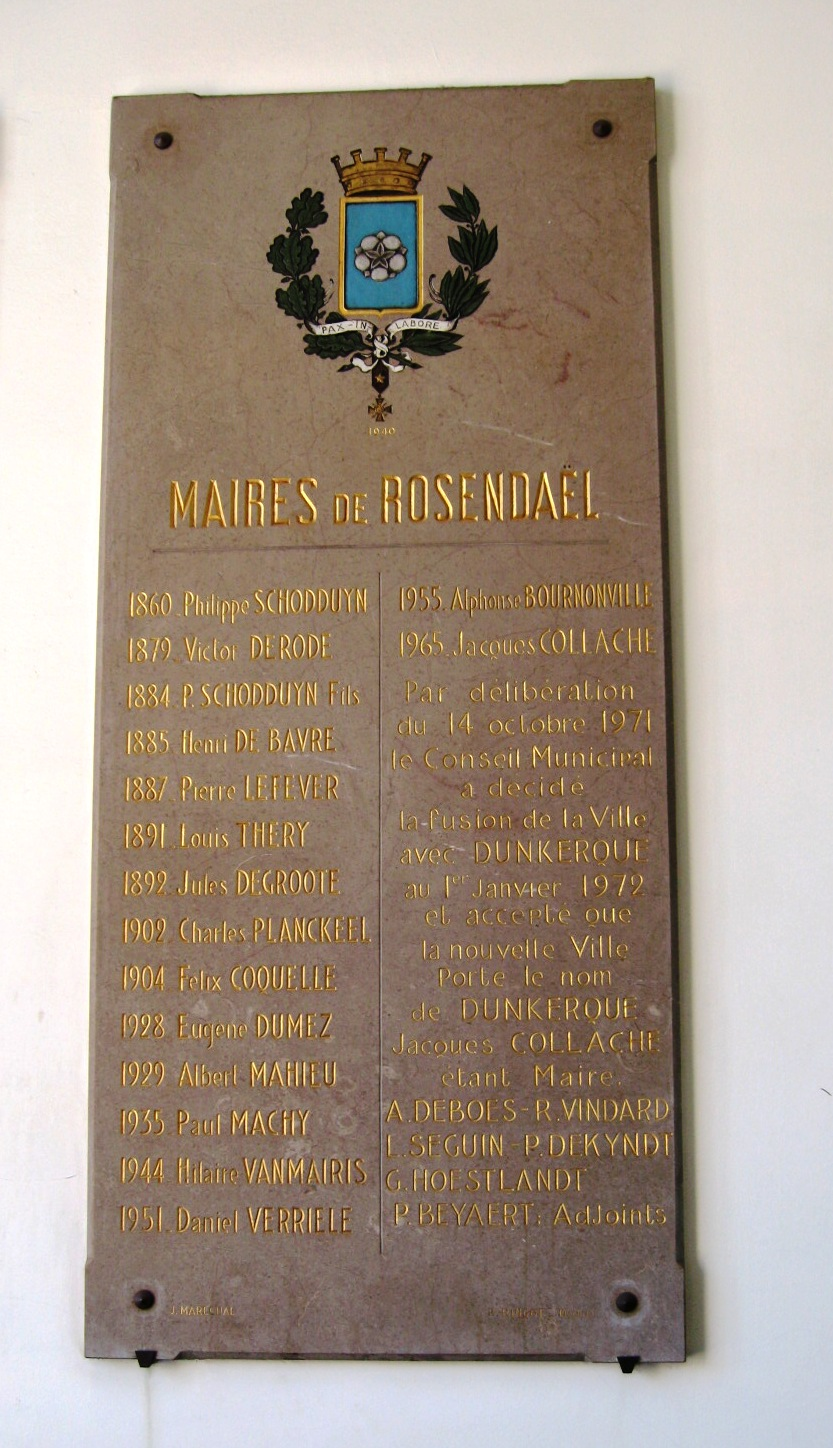
Plaque dans le hall de la mairie annexe de Rosendaël photographiée le 16 juin 2008.

## Administration

### Liste des maires[14]
| Période                                  | Période | Identité                | Étiquette           | Qualité |
| ---------------------------------------- | ------- | ----------------------- | ------------------- | --- |
| 1860                                     | 1879    | Philippe Schodduyn      |                     | Jardinier, cultivateur puis rentier/propriétaire |
| 1879                                     | 1884    | Victor Derode           |                     | Rentier propriétaire, membre du conseil d'arrondissement |
| 1884                                     | 1885    | Philippe Schodduyn Fils | Union républicaine  | Jardinier, cultivateur puis rentier/propriétaire |
| 1885                                     | 1887    | Henri de Bavre          |                     | Baron/Propriétaire |
| 1887                                     | 1891    | Pierre Lefever          |                     | Entrepreneur |
| 1891                                     | 1892    | Louis Théry             | Liste Libéral       | Directeur d'une usine de tissage |
| 1892                                     | 1902    | Jules Degroote          | liste opportuniste  | Receveur buraliste |
| 1902                                     | 1904    | Charles Planckeel       | liste opportuniste  | Entrepreneur en peinture |
| 1904                                     | 1928    | Félix Coquelle          | URD                 | Industriel, Député du Nord (1926 à 1928), Député de la 1re circonscription de Dunkerque (29 avril 1928 au 13 août 1928), Conseiller général du Canton de Dunkerque-Est (1913 à 1926), Vice-président du Conseil général du Nord (1920 à 1928)                                                                                              |
| 1928                                     | 1929    | Eugène Dumez            | URD                 | Professeur |
| 1929                                     | 1935    | Albert Mahieu           | Gauche démocratique | Ingénieur des Ponts et Chaussées, Ministre de l'Intérieur (février à juin 1932), Sénateur du Nord (1924-1941), Vice-Président du Sénat (1936-1939), Président du Conseil Général du Nord (1928-1932 et 1934-1936), Conseiller général du Canton de Dunkerque-Ouest (1922-1928), Conseiller général du Canton de Dunkerque-Est (1929-1938). |
| 1935                                     | 1944    | Paul Machy              | SFIO                | Directeur d'école, Conseiller général du Canton de Dunkerque-Est (1937 à 1944), mort en déportation le 8 avril 1945, et déclaré Mort pour la France par le tribunal de 1er instance de Dunkerque le 17 novembre 1948. |
| 1944                                     | 1951    | Hilaire Vanmairis       | MRP                 | Gardien de la Paix |
| 1951                                     | 1955    | Daniel Verriele         | MRP                 | fondé de pouvoir |
| 1955                                     | 1965    | Alphonse Bournonville   | RPF                 | Directeur Technique d'une usine Silico-calcaire, Conseiller général du Canton de Dunkerque-Est (1945 à 1955). |
| 1965                                     | 1972    | Jacques Collache        | SFIO puis PS        | Pharmacien, Député suppléant de la Onzième circonscription du Nord (1967 et 1973), Conseiller général du Canton de Dunkerque-Est (1967 à 1973), Vice-Président de la Communauté urbaine de Dunkerque (1968 à 1976). |
| Les données manquantes sont à compléter. |         |                         |                     | |

### Liste des maires-adjoints
| Période                                  | Période  | Identité               | Étiquette | Qualité |
| ---------------------------------------- | -------- | ---------------------- | --------- | --- |
| 1972                                     | 1989     | Marcel Bocquet,        |           | Retraité d'Électricité de France, Conseiller municipal de Rosendaël de 1965 à 1972, Conseiller Commaunautaire à la Communauté urbaine de Dunkerque de 1968 à 1977 et de 1983 à 1989. |
| 1989                                     | 2014     | Alain Vanwaefelghem    | PS        | Conseiller général du Canton de Dunkerque-Est de 2011 à 2015, 1er Vice-Président de la Communauté urbaine de Dunkerque de 2008 à 2014 (Vice-président de 2001 à 2008), Conseiller Commaunautaire à la Communauté urbaine de Dunkerque de 1989 à 2001 et du 17 avril 2014 au 10 juillet 2020, Conseiller municipal de Dunkerque de 1983 à 1989 et du le 17 avril 2014 au 23 mai 2020. |
| 2014                                     | En cours | Jean-François Montagne | SE        | Professeur des écoles, 8e Vice-Président de la Communauté urbaine de Dunkerque depuis le 10 juillet 2020. |
| Les données manquantes sont à compléter. |          |                        |           | |

## Démographie
| 1861  | 1866  | 1872  | 1876  | 1881  | 1886  | 1891  |
| ----- | ----- | ----- | ----- | ----- | ----- | ----- |
| 2 140 | 2 795 | 3 671 | 4 391 | 6 223 | 7 702 | 7 432 |

| 1896  | 1901   | 1906   | 1911   | 1921   | 1926   | 1931   |
| ----- | ------ | ------ | ------ | ------ | ------ | ------ |
| 8 872 | 10 128 | 12 016 | 13 304 | 13 977 | 14 312 | 15 808 |

| 1936   | 1946   | 1954   | 1962   | 1968   | - | - |
| ------ | ------ | ------ | ------ | ------ | - | - |
| 16 689 | 14 386 | 17 678 | 19 960 | 19 591 | - | - |

## Monuments
- L'église Notre-Dame,
- L'église Saint-Zéphyrin,
- Le monument de création de la commune en 1860,
- L'hôtel de ville de style flamand construit en 1933,
- Le mémorial de la Première Guerre mondiale (1921), situé face à l’église Notre-Dame et, de part et d’autre, les monuments dédiés à Félix Coquelle (1928) et à l’abbé René Bonpain (1949), tous trois étant des œuvres du sculpteur Maurice Ringot
- Le château Coquelle, dans le parc du même nom
- Ainsi que plusieurs autres bâtiments d'intérêt patrimonial

- Les maisons, notamment celles classées au titre des monuments historiques, dues à François Reynaert[25],[26],[27],[28],[29],[30]
- La villa Myosotis est une des dernières maisons de bois construite fin du XIXe siècle. C'était une vaste propriété avec un immense jardin et de nombreuses dépendances. Il ne reste plus que la villa et un petit jardin. Le livre Elisa, Marthe et Gratienne à la villa Myosotis raconte la vie d'une famille y habitant au début du XXe siècle (éditions J. et L. Denière).

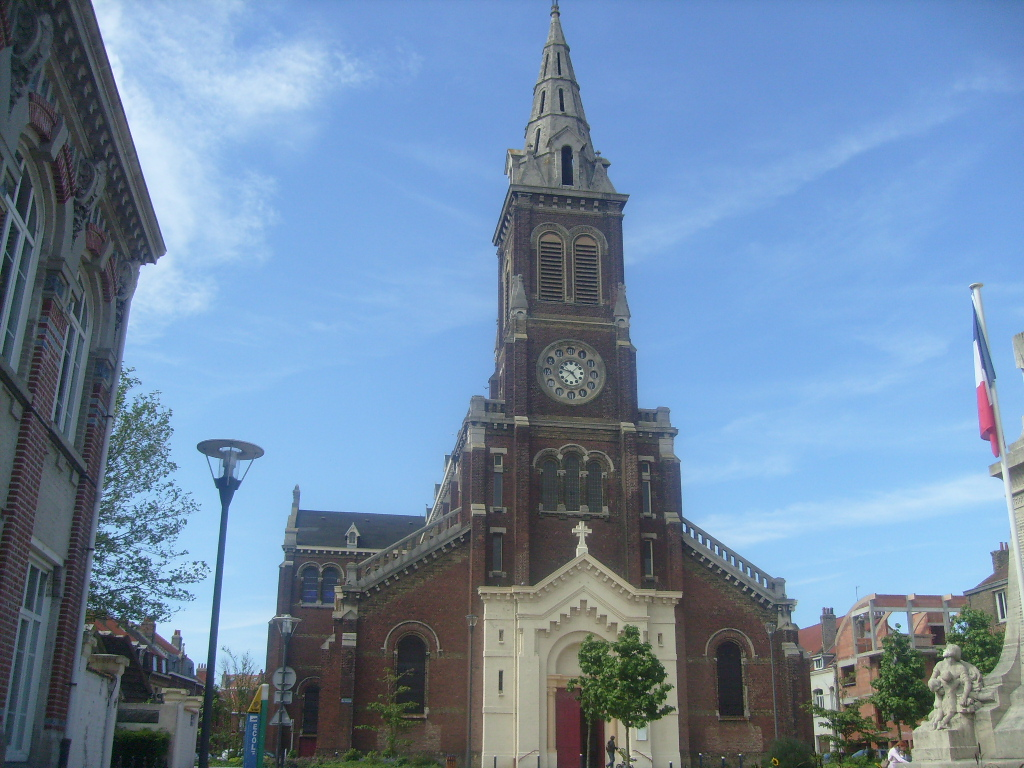
Église Notre-Dame.
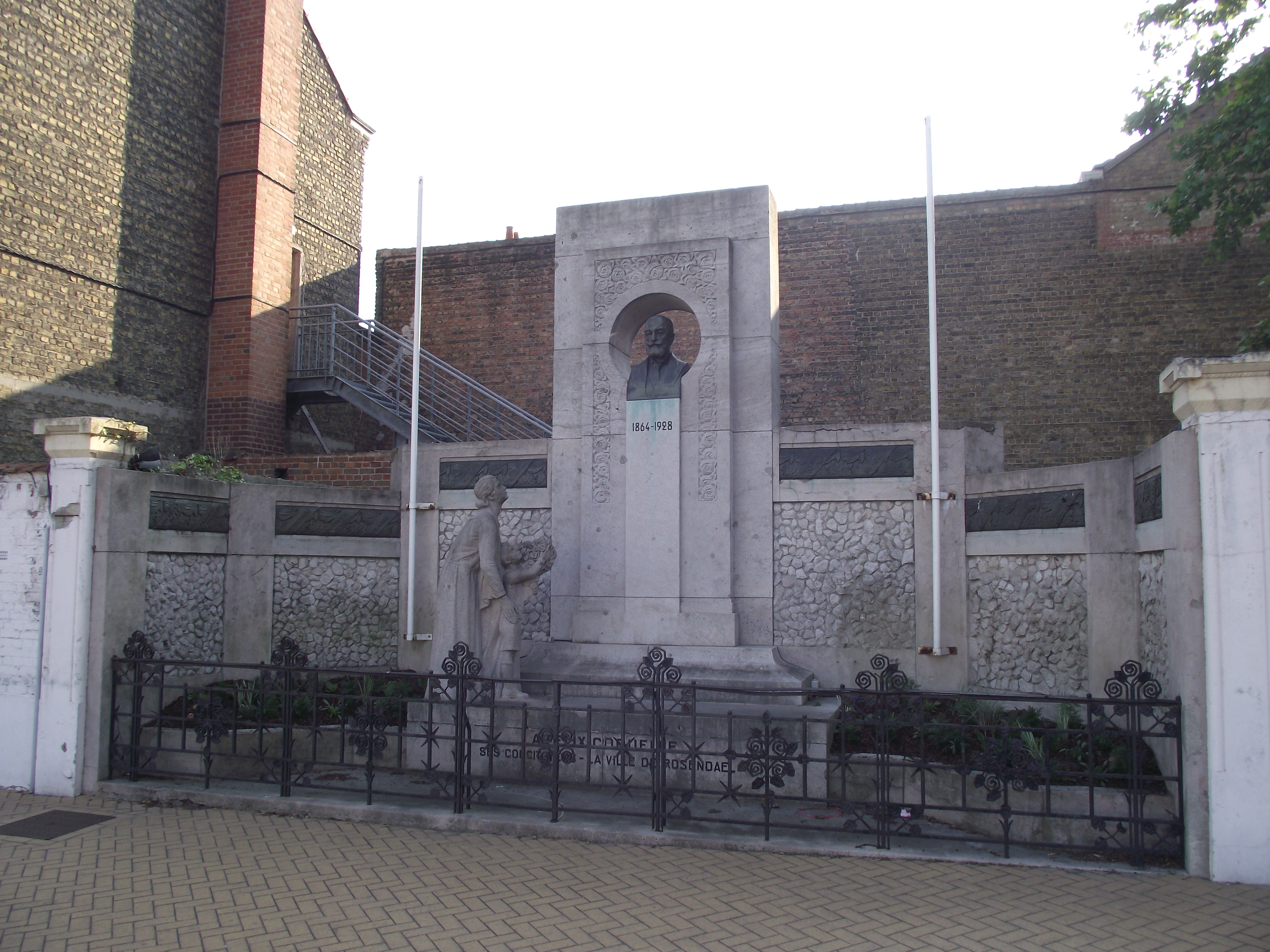
Le monument de Félix Coquelle.
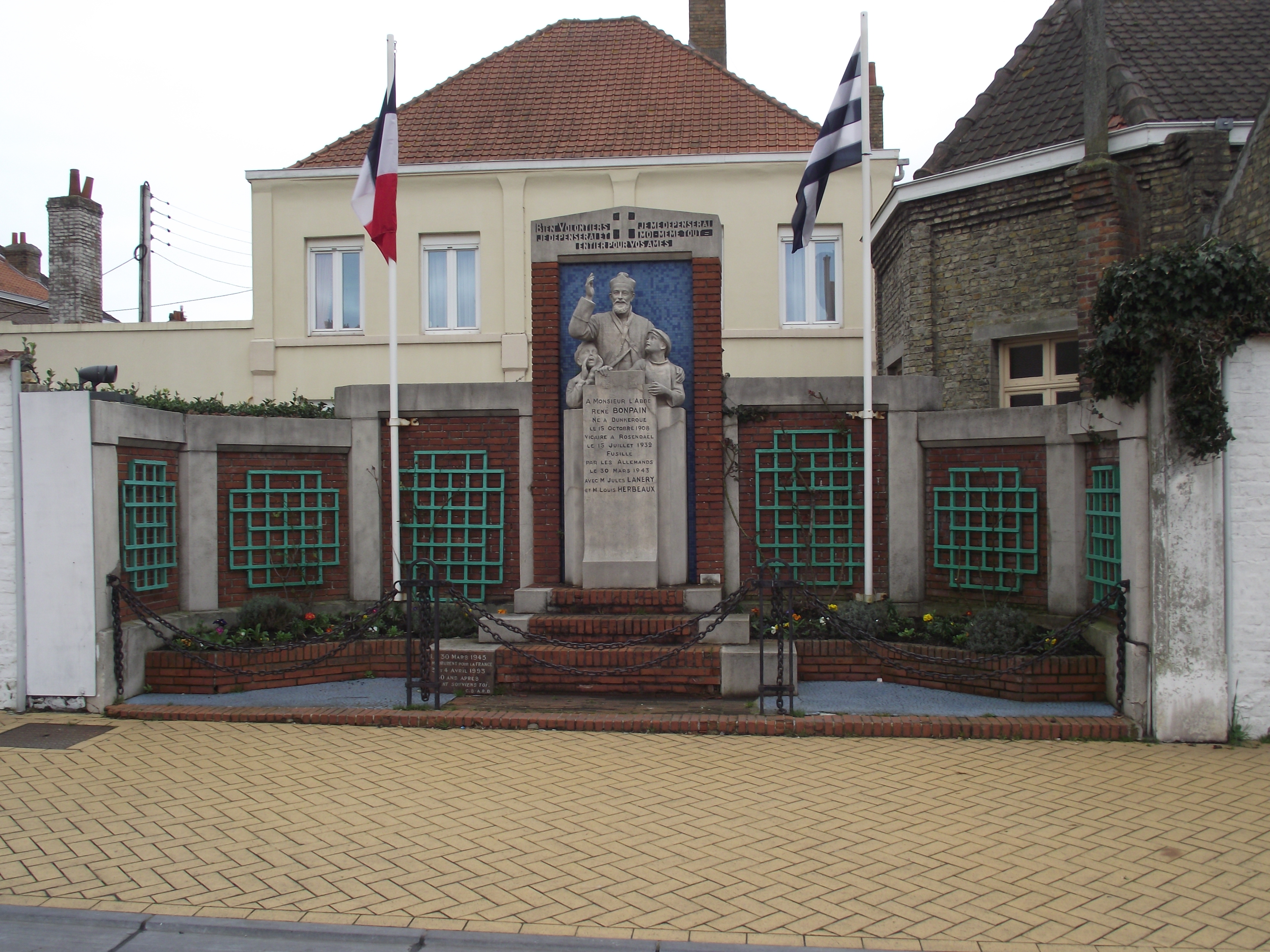
Monument en l'honneur de René Bonpain.
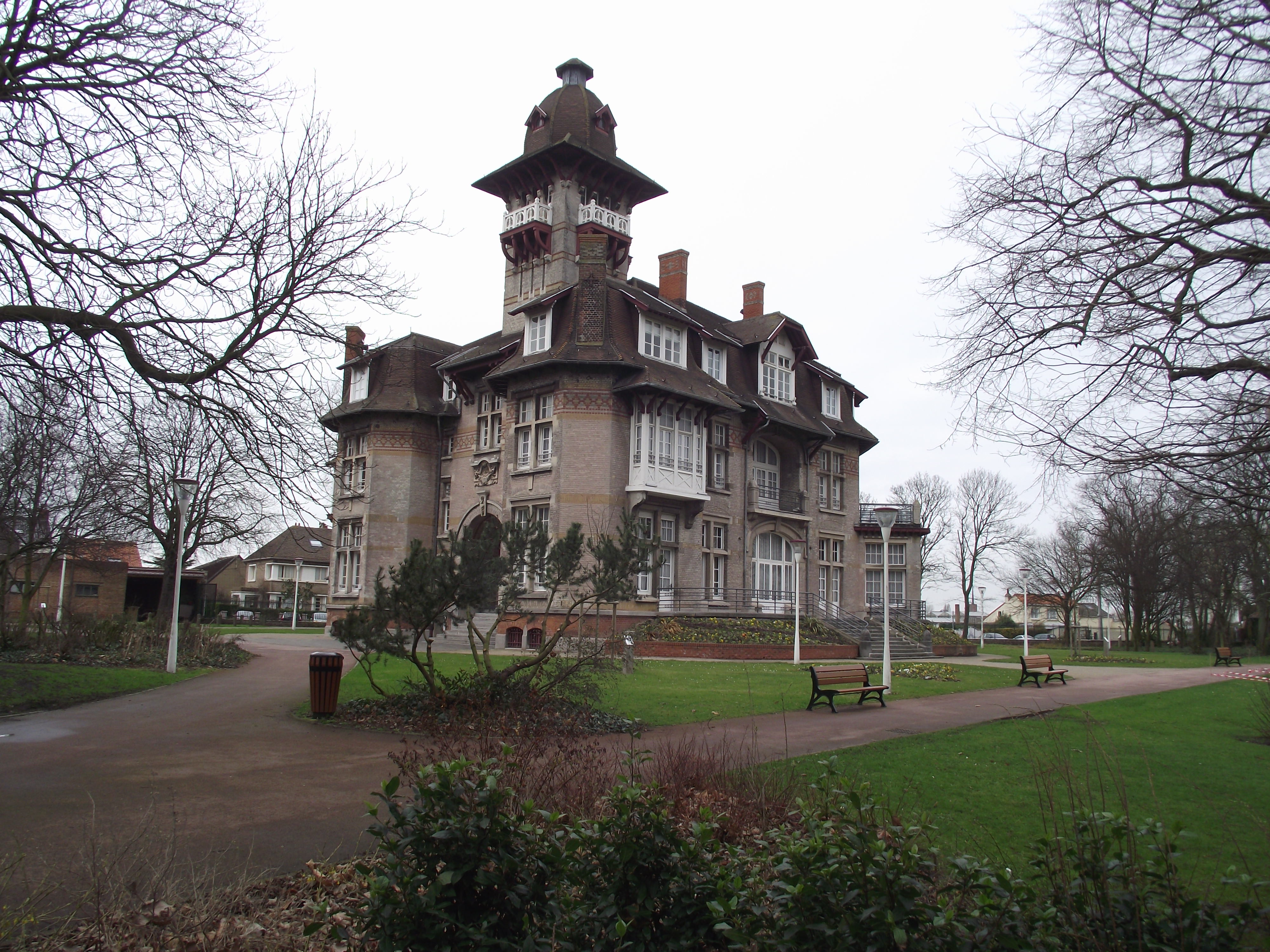
Le château Coquelle.

## Folklore
- Dans le cadre du carnaval de Dunkerque, la bande des pêcheurs a traditionnellement lieu le Mardi gras.
- La Saint-Martin, le 10 novembre
- La ducasse de Rosendaël centre.
- La semaine du végétal au mois d'avril avec plus de 10000 visiteurs. (En 2019 : du 20 au 28 avril)
- Le marché de Noël de L'Art

## Vie quotidienne

### Éducation
À Rosendaël on compte :
- 6 écoles maternelles
- 5 écoles primaires
- 1 collège : collège Paul Machy
- 2 lycées: le lycée Auguste Angellier et le lycée professionnel horticole
- 1 école privée

### Loisirs
À Rosendaël se trouvent près de 50 associations diverses, mais aussi :
- 1 bibliothèque
- 2 centres des loisirs
- 1 école d'art
- 4 garderies, ainsi que 2 haltes
- Divers complexes sportifs, maisons de quartiers et maisons de jeunes

### Commerces et sécurité
Bien que rattachée à Dunkerque, on y trouve plusieurs commerces de proximité ainsi qu'une police municipale.
Un marché se tient chaque dimanche matin sur le quartier.

### Transports en commun
Rosendaël est desservie par les lignes C1, C2, C5 et C6A du réseau DK'Bus.

## Personnalités
- René Bonpain (1908-1943) : Prêtre et Résistant français
- Juan-José Espana (1909-2000), blessé sur la commune en 1940, compagnon de la Libération.
- Paul Mélis (1921-1982), Compagnon de la Libération.
- Jean-Noël Vandaele, artiste peintre qui vit aux États-Unis. A vécu à Rosendaël de 1981 à 1999.
- François Reynaert (1887 - 1958) architecte du quartier Excentric.
- César Fauxbras (Kléber Gaston Sterckeman) (1899-1968), écrivain, journaliste né à Rosendaël le 30 Janvier 1899.